# Sân bay quốc tế Manuel Márquez de León
Sân bay quốc tế Manuel Márquez de León (IATA: LAP, ICAO: MMLP) là một sân bay tại La Paz, Baja California Sur, México. Sân bay này kết nối giao thông hàng không với thành phố La Paz.

## Các hãng hàng không

### Air Taxi
- Aéreo Calafia (Cabo San Lucas, Guasave, Guaymas)

### Tuyến nội địa
- Aero California (Culiacán, Guadalajara, Hermosillo, Los Mochis, Mazatlán, Mexico City, Tijuana)
- Aeroméxico
  - Aeroméxico Connect (Ciudad Obregón, Culiacán, Guadalajara, Hermosillo, Loreto, Mazatlán, Mexico City)
- ALMA de Mexico (Guadalajara, Tijuana)
- Viva Aerobus (Monterrey) [bắt đầu ngày 2 tháng 8 năm, 2008]

### Tuyến quốc tế
- Alaska Airlines (Los Angeles)
- Delta Air Lines
  - Delta Connection vận hành bởi ExpressJet Airlines (Los Angeles) [ngừng ngày 1 tháng 8 năm 2008]